# Southbound (альбом The Doobie Brothers)
Southbound — четырнадцатый студийный альбом американской рок-группы The Doobie Brothers, вышедший 4 ноября 2014 года. На нём группа исполняет свои классические хиты вместе с другими артистами, представителями нового поколения, такими как Брэд Пейсли, Блейк Шелтон и Винс Гилл.
Диск получил смешанные отзывы музыкального сообщества. Отмечалось, что приглашённые музыканты не привнесли ничего принципиально нового в интерпретации известных песен, и критики разошлись во мнениях, хорошо это или плохо. Пластинка на три недели посетила Billboard 200, дойдя до 16-й позиции. В профильном хит-параде, посвящённом музыке кантри, показатели были несколько выше: седьмое место и 14 недель пребывания.

## Список композиций
| №                   | Название                         | Автор(ы)                                   | Приглашённый исполнитель        | Длительность |
| ------------------- | -------------------------------- | ------------------------------------------ | ------------------------------- | ------------ |
| 1.                  | «Black Water»                    | Патрик Симмонс                             | Zac Brown Band                  | 4:20         |
| 2.                  | «Listen to the Music»            | Том Джонстон                               | Блейк Шелтон и Хантер Хейз      | 4:19         |
| 3.                  | «What a Fool Believes»           | Кенни Логгинс, Майкл Макдональд            | Сара Эванс                      | 4:02         |
| 4.                  | «Long Train Runnin’»             | Джонстон                                   | Тоби Кит и Хьюи Льюис           | 3:32         |
| 5.                  | «China Grove»                    | Джонстон                                   | Крис Янг                        | 3:21         |
| 6.                  | «Takin’ It to the Streets»       | Макдональд                                 | Love and Theft                  | 4:41         |
| 7.                  | «Jesus Is Just Alright»          | Артур Рэйнольдс                            | Кейси Джеймс                    | 4:07         |
| 8.                  | «Rockin’ Down the Highway»       | Джонстон                                   | Брэд Пейсли                     | 3:34         |
| 9.                  | «Take Me in Your Arms (Rock Me)» | Ламонт Дозье, Брайан Холланд, Эдди Холланд | Тайлер Фарр                     | 3:45         |
| 10.                 | «South City Midnight Lady»       | Симмонс                                    | Джеррод Ниман                   | 4:48         |
| 11.                 | «You Belong to Me»               | Макдональд, Карли Саймон                   | Аманда Грейс Судано и Винс Гилл | 3:44         |
| 12.                 | «Nobody Intro»                   | Симмонс                                    | —                               | 0:45         |
| 13.                 | «Nobody»                         | Джонстон                                   | Чарли Уоршам                    | 4:20         |
| Общая длительность: | Общая длительность:              | Общая длительность:                        | Общая длительность:             | 49:17        |

## Участники записи
The Doobie Brothers:
- Том Джонстон[англ.] — ведущий вокал (в песнях 2, 4, 5, 9, 13), электрогитара (в песнях 2, 4, 5, 7, 9, 13), бэк-вокал (в песнях 1, 2, 4-7, 9, 10, 13), гитарное соло и акустическая гитара (в песне 13)
- Патрик Симмонс[англ.] — соло-вокал (в песне 1), соло-гитара (в песне 2), акустическая гитара (в песнях 1, 10, 12, 13), бэк-вокал (в песнях 1, 2, 4—10, 13)
- Майкл Макдональд — электрогитара (в песнях 7, 9), банджо (в песнях 2, 13), автоарфа (в песне 1), скрипка (в песне 4), соло на гитаре (в песне 6), соло на стил-гитаре, гитара со слайд-резонатором (в песне 12), бэк-вокал (в песнях 1, 2, 4—9, 13)
- Джон Макфи[англ.] — ведущий вокал и клавишные (в песнях 3, 6, 11), бэк-вокал (в песнях 1–3, 6–8, 11)

## Позиции в хит-парадах
| Год  | Чарт                            | Высшая позиция | Пребывание в чарте |
| ---- | ------------------------------- | -------------- | ------------------ |
| 2014 | США (Billboard 200)             | 16             | 3 недели           |
| 2014 | США (Billboard Top Country LPs) | 7              | 14 недель          |